# Sveriges Stadsbyggare
Föreningen Sveriges Stadsbyggare är en förening för chefer och tjänstemän inom kommunalteknik, det vill säga bygg och förvaltning, lantmäteri, gata, stadsbyggnad, mark och exploatering, trafik samt hållbar samhällsbyggnad. Föreningen har även en internationell kommitté.
Föreningen bildades under namnet Svenska kommunaltekniska föreningen på ett konstituerande möte i Stockholm den 5 september 1902 och det nuvarande namnet gäller från den 1 januari 2017. Föreningen ger ut tidskriften Stadsbyggnad.